# Christopher Zehrer
Christopher Zehrer (* 1985 in Osterhofen-Göttersdorf) ist ein deutscher Organist, Dirigent, Countertenor und Dozent.

## Biographie
Christopher Zehrer erhielt während seiner Schulzeit Orgelunterricht bei dem Kapellmeister und Kirchenmusiker Günter Richthammer in Vilshofen. Nach seiner Schulzeit studierte er von 2001 bis 2006 Kirchenmusik B an der Hochschule für katholische Kirchenmusik und Musikpädagogik in Regensburg. Seine Lehrer dort waren u. a. Franz Josef Stoiber und Karl Friedrich Wagner. Ein anschließendes Studium der Kirchenmusik A (Orgel bei Jon Laukvik und Willibald Bezler) und Dirigieren bei Dieter Kurz folgte von 2006 bis 2008 an der staatlichen Hochschule für Musik und darstellende Kunst Stuttgart. Im Jahr 2005 wurde er zum 1. Stipendiaten der „Stiftung Eberhard Kraus“ Regensburg berufen.
Während seines Studiums war Christopher Zehrer von 2003 bis 2008 als Vertretung der Domorganisten an den Kathedralen von Passau und Regensburg tätig, sowie von 2005 bis 2009 als Organistenvertretung am Prämonstratenser-Chorherrenstift Schlägl, Oberösterreich. 2009 erfolgte die Ernennung zum Stiftsorganisten am Stift Schlägl. Parallel dazu ist er Musikschullehrer an der dortigen Landesmusikschule und Obmann der Jugendkantorei Schlägl. Im Wintersemester 2015/16 vertrat er die Professur für liturgisches Orgelspiel von Franz Josef Stoiber an der Hochschule für katholische Kirchenmusik und Musikpädagogik Regensburg. Daraufhin erhielt er dort 2017 einen Lehrauftrag für Orgelliteratur und Orgelimprovisation, was er seit 2020 als hauptamtlicher Dozent ausübt. Seine Konzerttätigkeiten als Dirigent, Organist und Countertenor führten ihn an zahlreiche Konzerthäuser und Kirchen. Regelmäßige Dirigententätigkeiten verbinden ihn mit der Orchestergemeinschaft Nürnberg. Seit 2017 ist er Ensemblemitglied und Solist bei „Bach Werk Vokal Salzburg“.